# Weierstrass elliptiska funktion
Inom matematiken är Weierstrass elliptiska funktion en elliptisk funktion uppkallad efter Karl Weierstrass. Funktionen betecknas vanligen med {\displaystyle \wp }.

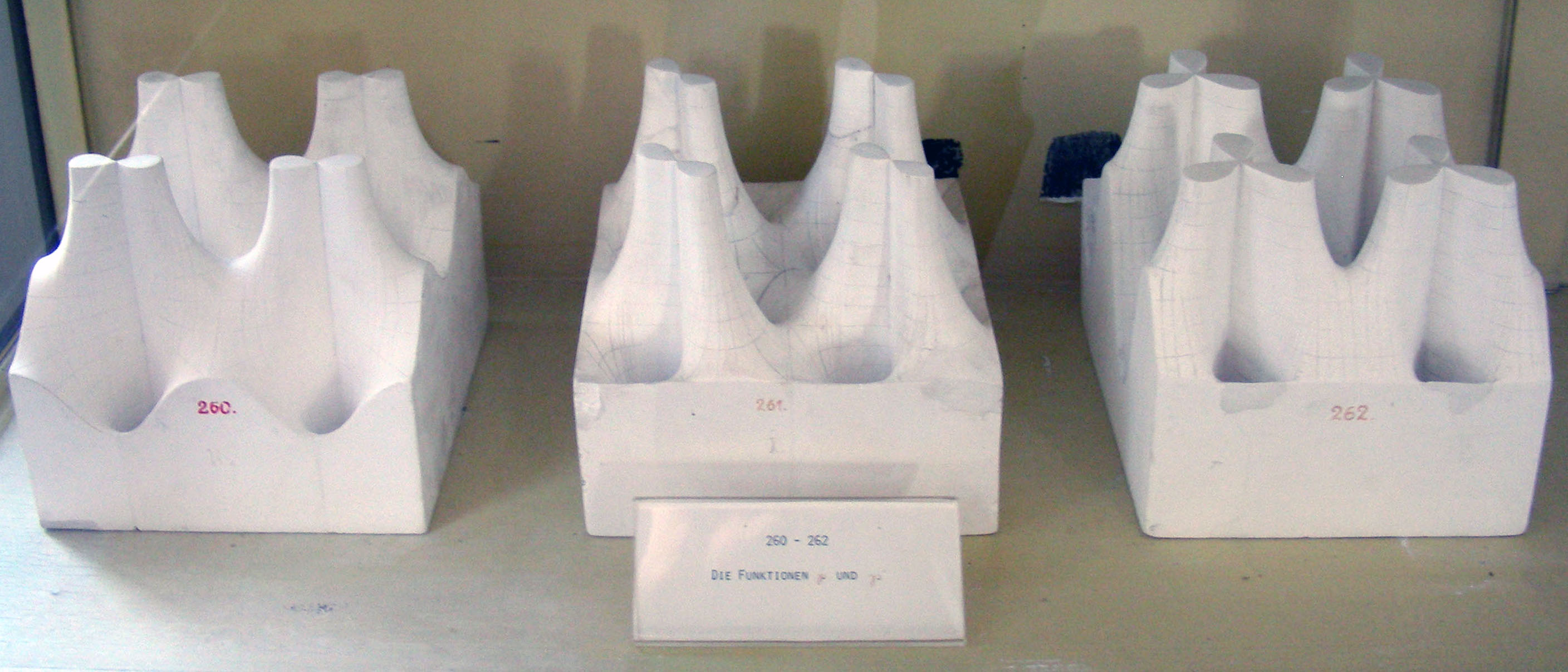
Modell av Weierstrass -funktion

Symbolen för Weierstrass {\displaystyle \wp }-funktion

## Definition

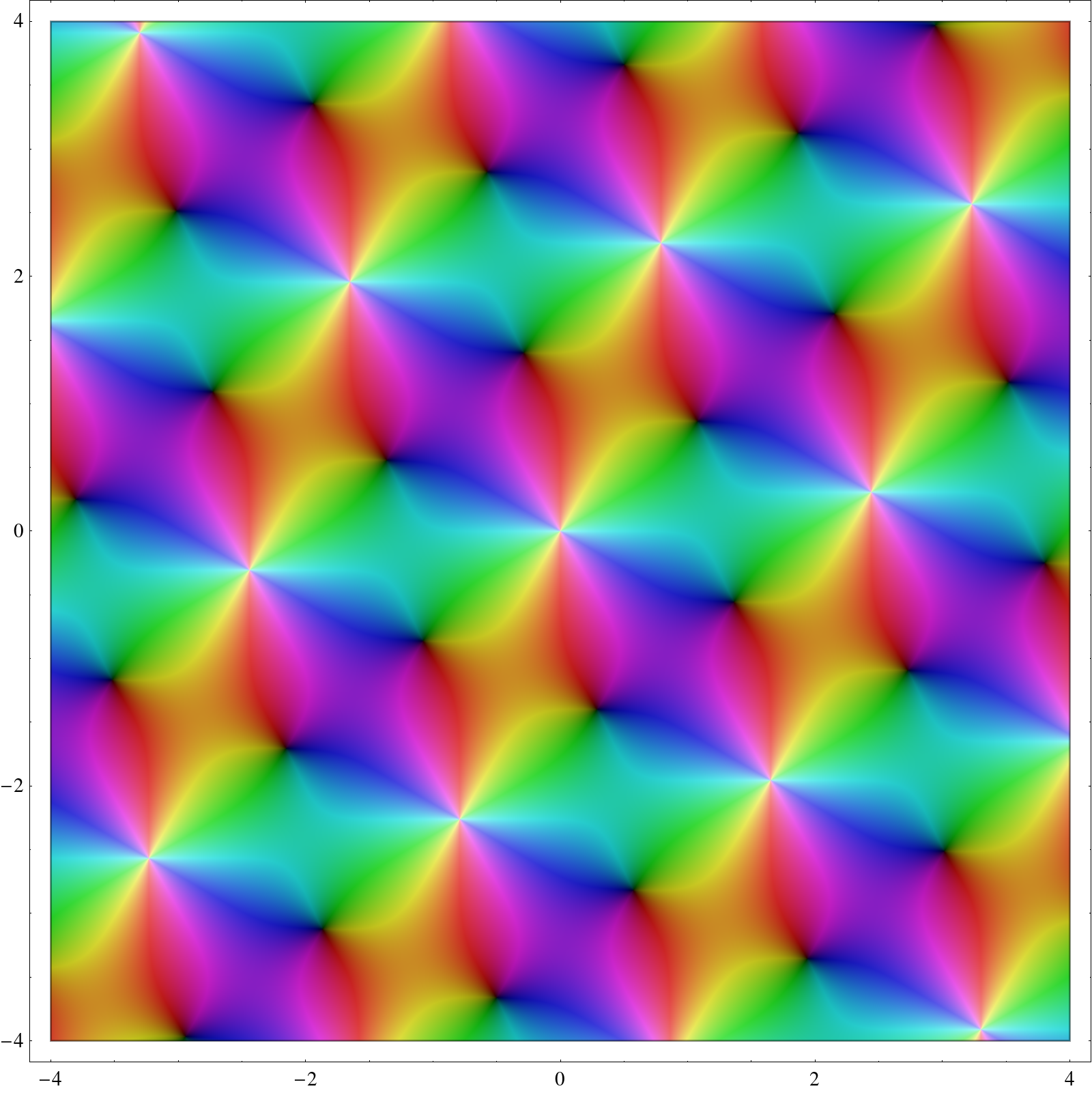
Weierstrass P-funktion definierad över en delmängd av det komplexa planet. Vit motsvarar en pol, svart ett nollställe och maximal färgmättnad betyder att

Weierstrass elliptiska funktion kan definieras på tre nära relaterade sätt. Den första definitionen är som en funktion av en komplex variabel z och ett gitter Λ i övre halvplanet. En annan definition är med hjälp av z och två komplexa tal ω1 och ω2 som genererar och utgör ett periodpar för gittret. Den tredje definitionen är med hjälp av z och ett  komplext tal τ i övre halvplanet. Den här är relaterad till den förra definitionen enligt τ = ω2/ω1. Då bildar Weierstrass funktion för fixerat z en modulär funktion av τ. 
Med hjälp av perioderna är Weierstrass elliptiska funktion en elliptisk funktion med perioder ω1 och ω2 definierad som
{\displaystyle \wp (z;\omega _{1},\omega _{2})={\frac {1}{z^{2}}}+\sum _{n^{2}+m^{2}\neq 0}\left\{{\frac {1}{(z+m\omega _{1}+n\omega _{2})^{2}}}-{\frac {1}{\left(m\omega _{1}+n\omega _{2}\right)^{2}}}\right\}.}
Då är {\displaystyle \Lambda =\{m\omega _{1}+n\omega _{2}:m,n\in \mathbb {Z} \}} punkterna vid periodgittret, så att
{\displaystyle \wp (z;\Lambda )=\wp (z;\omega _{1},\omega _{2})}
för ett godtyckligt par av generatorer av gittret definierar Weierstrass {\displaystyle \wp }-funktion en funktion av en komplex variabel och ett gitter.
Om {\displaystyle \tau } är ett komplext tal i övre halvplanet är
{\displaystyle \wp (z;\tau )=\wp (z;1,\tau )={\frac {1}{z^{2}}}+\sum _{n^{2}+m^{2}\neq 0}\left\{{1 \over (z+m+n\tau )^{2}}-{1 \over (m+n\tau )^{2}}\right\}.}
Summan ovan är homogen av grad minus två, från vilket vi kan definiera {\displaystyle \wp }-funktion för ett godtyckligt periodpar som
{\displaystyle \wp (z;\omega _{1},\omega _{2})={\frac {\wp ({\frac {z}{\omega _{1}}};{\frac {\omega _{2}}{\omega _{1}}})}{\omega _{1}^{2}}}.}
Weierstrass {\displaystyle \wp }-funktion kan beräknas väldigt snabbt med hjälp av thetafunktioner enligt formeln
{\displaystyle \wp (z;\tau )=\pi ^{2}\vartheta ^{2}(0;\tau )\vartheta _{10}^{2}(0;\tau ){\vartheta _{01}^{2}(z;\tau ) \over \vartheta _{11}^{2}(z;\tau )}-{\pi ^{2} \over {3}}\left[\vartheta ^{4}(0;\tau )+\vartheta _{10}^{4}(0;\tau )\right]}

## Invarianterna

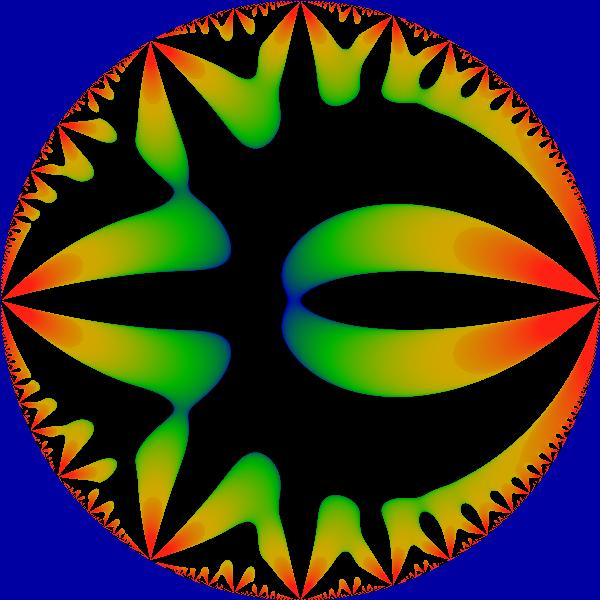
Reella delen av invarianten g_{3} som en funktion av q i enhetsdisken.

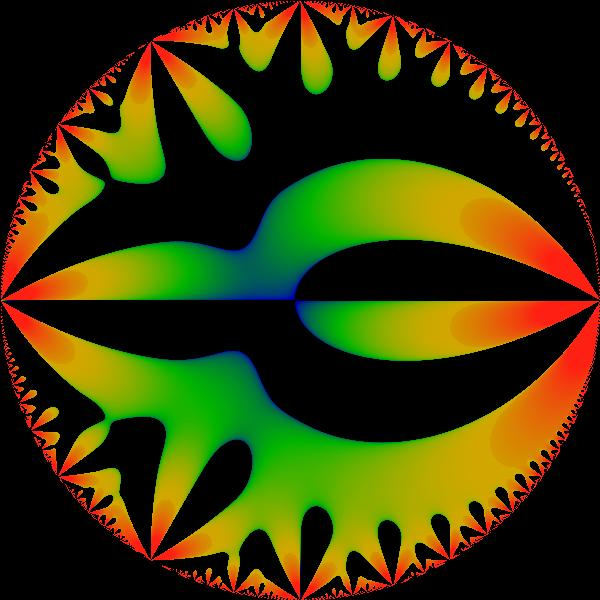
Imaginära delen av invarianten g_{3} som en funktion av q i enhetsdisken.

I en omgivning av origo är Laurentserien av {\displaystyle \wp }
{\displaystyle \wp (z;\omega _{1},\omega _{2})=z^{-2}+{\frac {1}{20}}g_{2}z^{2}+{\frac {1}{28}}g_{3}z^{4}+O(z^{6})}
där
{\displaystyle g_{2}=60\sum _{(m,n)\neq (0,0)}(m\omega _{1}+n\omega _{2})^{-4}}
{\displaystyle g_{3}=140\sum _{(m,n)\neq (0,0)}(m\omega _{1}+n\omega _{2})^{-6}.}
Talen g2 och g3 är kända som invarianterna. Summorna efter koefficienterna 60 och 140 är de två första Eisensteinserierna, som är modulära former då de betraktas som funktioner G4(τ) respektive G6(τ)) av τ = ω2/ω1 med Im(τ) > 0. 
Notera att g2 och g3 är homogena funktioner av grader −4 och −6; i andra ord,
{\displaystyle g_{2}(\lambda \omega _{1},\lambda \omega _{2})=\lambda ^{-4}g_{2}(\omega _{1},\omega _{2})}
{\displaystyle g_{3}(\lambda \omega _{1},\lambda \omega _{2})=\lambda ^{-6}g_{3}(\omega _{1},\omega _{2}).}
Därför skrivs vanligen {\displaystyle g_{2}} och {\displaystyle g_{3}} med hjälp av periodkvoten {\displaystyle \tau =\omega _{2}/\omega _{1}} där {\displaystyle \tau } antas vara i övre halvplanet som {\displaystyle g_{2}(\tau )=g_{2}(1,\omega _{2}/\omega _{1})} och {\displaystyle g_{3}(\tau )=g_{3}(1,\omega _{2}/\omega _{1})}.
Fourierserien av {\displaystyle g_{2}} and {\displaystyle g_{3}} kan skrivas med hjälp av variabeln {\displaystyle q=\exp(i\pi \tau )} som
{\displaystyle g_{2}(\tau )={\frac {4\pi ^{4}}{3}}\left[1+240\sum _{k=1}^{\infty }\sigma _{3}(k)q^{2k}\right]}
{\displaystyle g_{3}(\tau )={\frac {8\pi ^{6}}{27}}\left[1-504\sum _{k=1}^{\infty }\sigma _{5}(k)q^{2k}\right]}
där {\displaystyle \sigma _{a}(k)} är sigmafunktionen. Denna formel kan skrivas med hjälp av Lambertserier.
Invarianterna kan skrivas med hjälp av Jacobis thetafunktioner. Denna metod är väldigt användbar för numeriska räkningar emedan thetafunktionernas serier konvergerar väldigt snabbt. Med Abramowitz och Steguns beteckningar, men med de primitiva halvperioderna betecknade med {\displaystyle \omega _{1},\omega _{2}}, satisfierar invarianterna
{\displaystyle g_{2}(\omega _{1},\omega _{2})={\frac {\pi ^{4}}{12\omega _{1}^{4}}}(a^{8}-a^{4}b^{4}+b^{8})={\frac {\pi ^{4}}{6\omega _{1}^{4}}}(a^{8}+b^{8}+c^{8})}
{\displaystyle g_{3}(\omega _{1},\omega _{2})={\frac {\pi ^{6}}{({\sqrt {6}}\,\omega _{1})^{6}}}(a^{12}-33a^{8}b^{4}-33a^{4}b^{8}+b^{12})}
där
{\displaystyle a=\theta _{2}(0;q)=\vartheta _{10}(0;\tau )}
{\displaystyle b=\theta _{3}(0;q)=\vartheta _{00}(0;\tau )}
{\displaystyle c=\theta _{4}(0;q)=\vartheta _{01}(0;\tau )}
och {\displaystyle \tau =\omega _{2}/\omega _{1}} är periodkvotet, {\displaystyle q=e^{\pi i\tau }} och {\displaystyle \theta _{m}} och {\displaystyle \vartheta _{n}} är alternativa beteckningar. 

## Differentialekvation
Weierstrass funktion satisfierar differentialekvationen
{\displaystyle [\wp '(z)]^{2}=4[\wp (z)]^{3}-g_{2}\wp (z)-g_{3}.\,}

## Integralekvation
Weierstrass elliptiska funktion kan ges som inversen av en elliptisk integral. Låt
{\displaystyle u=\int _{y}^{\infty }{\frac {ds}{\sqrt {4s^{3}-g_{2}s-g_{3}}}}.}
där g2 och g3 ses som konstanter. Då är
{\displaystyle y=\wp (u).}
Detta följer direkt genom att integrera differentialekvationen.

## Konstanternae1,e2oche3
Betrakta tredjegradsekvationen 4t3 − g2t − g3 = 0 med rötterna e1, e2 och e3. Dess diskriminant är 16 gånger den modulära diskriminanten Δ = g23 − 27g32. Om den inte är noll är alla dessa rötter skilda. Eftersom den kvadratiska termen av detta kubiska polynom är noll är rötterna relaterade enligt ekvationen
{\displaystyle e_{1}+e_{2}+e_{3}=0.\,}
De linjära och konstanta koefficienterna (g2 och g3) är relatrede till rötterna enligt ekvationerna (se elementära symmetriska polynom).
{\displaystyle g_{2}=-4\left(e_{1}e_{2}+e_{1}e_{3}+e_{2}e_{3}\right)=2\left(e_{1}^{2}+e_{2}^{2}+e_{3}^{2}\right)}
{\displaystyle g_{3}=4e_{1}e_{2}e_{3}.}
Rötterna e1, e2 och e3 av ekvationen {\displaystyle 4X^{3}-g_{2}X-g_{3}} beror på τ och kan skrivas med hjälp av Jacobis thetafunktioner.Som tidigare, låt
{\displaystyle a=\theta _{2}(0;e^{\pi i\tau })=\vartheta _{10}(0;\tau )}
{\displaystyle b=\theta _{3}(0;e^{\pi i\tau })=\vartheta _{00}(0;\tau )}
{\displaystyle c=\theta _{4}(0;e^{\pi i\tau })=\vartheta _{01}(0;\tau ),}
då är
{\displaystyle e_{1}(\tau )={\tfrac {1}{3}}\pi ^{2}(b^{4}+c^{4})}
{\displaystyle e_{2}(\tau )={\tfrac {1}{3}}\pi ^{2}(-a^{4}-b^{4})}
{\displaystyle e_{3}(\tau )={\tfrac {1}{3}}\pi ^{2}(a^{4}-c^{4}).}
Eftersom {\displaystyle g_{2}=2\left(e_{1}^{2}+e_{2}^{2}+e_{3}^{2}\right)} och {\displaystyle g_{3}=4e_{1}e_{2}e_{3}} kan även dessa skrivas med hjälp av thetafunktioner. I förenklad form är
{\displaystyle g_{2}(\tau )={\tfrac {2}{3}}\pi ^{4}(a^{8}+b^{8}+c^{8})}
{\displaystyle g_{3}(\tau )={\tfrac {4}{27}}\pi ^{6}{\sqrt {\frac {(a^{8}+b^{8}+c^{8})^{3}-54(abc)^{8}}{2}}}}
{\displaystyle \Delta =g_{2}^{3}-27g_{3}^{2}=(2\pi )^{12}\left({\tfrac {1}{2}}abc\right)^{8}.}
I fallet av reella invarianter bestämmer tecknet av Δ = g23 − 27g32 naturen av rötterna. Om {\displaystyle \Delta >0} är alla tre rötterna reella och det är konventionellt att namge dem så att {\displaystyle e_{1}>e_{2}>e_{3}}. Om {\displaystyle \Delta <0} är det konventionellt att skriva {\displaystyle e_{1}=-\alpha +\beta i} (där {\displaystyle \alpha \geq 0}, {\displaystyle \beta >0}), av vilket {\displaystyle e_{3}={\overline {e_{1}}}} följer, och {\displaystyle e_{2}} är rellt och icke-negativt.
Halvperioderna ω1/2 and ω2/2 av Weierstrass elliptiska funktion är relaterade till rötterna enligt
{\displaystyle \wp (\omega _{1}/2)=e_{1}\qquad \wp (\omega _{2}/2)=e_{2}\qquad \wp (\omega _{3}/2)=e_{3}}
där {\displaystyle \omega _{3}=-(\omega _{1}+\omega _{2})}. Eftersom kvadraten av derivatan av Weierstrass elliptiska funktion är lika med den kubiska funktionen ovan av funktionens värde är {\displaystyle \wp '(\omega _{i}/2)^{2}=\wp '(\omega _{i}/2)=0} för {\displaystyle i=1,2,3}. Om igen funktionens värde är lika med en rot av polynomet är derivatan lika med noll.
Om g2 och g3 är reella och Δ > 0 är ei alla reella, och {\displaystyle \wp ()} är rell vid randen av rektangeln med hörnen 0, ω3, ω1 + ω3 och ω1. Om rötterna ordnas såsom ovan (e1 > e2 > e3) är första halvperioden reell:
{\displaystyle \omega _{1}/2=\int _{e_{1}}^{\infty }{\frac {dz}{\sqrt {4z^{3}-g_{2}z-g_{3}}}}}
emedan den tredje halvperioden är rent imginär:
{\displaystyle \omega _{3}/2=i\int _{-e_{3}}^{\infty }{\frac {dz}{\sqrt {4z^{3}-g_{2}z-g_{3}}}}.}

## Additionformler
Weierstrass elliptiska funktion satisfierar flera intressanta identiteter:
{\displaystyle \det {\begin{bmatrix}\wp (z)&\wp '(z)&1\\\wp (y)&\wp '(y)&1\\\wp (z+y)&-\wp '(z+y)&1\end{bmatrix}}=0}
(en symmetrik version är
{\displaystyle \det {\begin{bmatrix}\wp (u)&\wp '(u)&1\\\wp (v)&\wp '(v)&1\\\wp (w)&\wp '(w)&1\end{bmatrix}}=0}
där u + v + w = 0).
Den satisfierar även
{\displaystyle \wp (z+y)={\frac {1}{4}}\left\{{\frac {\wp '(z)-\wp '(y)}{\wp (z)-\wp (y)}}\right\}^{2}-\wp (z)-\wp (y)}
och
{\displaystyle \wp (2z)={\frac {1}{4}}\left\{{\frac {\wp ''(z)}{\wp '(z)}}\right\}^{2}-2\wp (z)}
bara 2z inte är en period.